# أفعى قرناء عنكبوتية الذنب
الأفعى القرناء العنكبوتية الذنب (Pseudocerastes urarachnoides) (افعي شاخدار دم‌عنكبوتي، بالفارسية) هي نوع من الأفاعي الواطنة في غرب إيران، وصفت لأول مرة من قبل العالم Bostanchi et al في 2006، وفي الحقيقة اكتشف هذا النوع في الستينات 1960م وأعيد اكتشافه في 2006م.

## أصل الكلمة
إن اسم النوع  urarachnoides ، مشتق من من اليونانية القديمة وبمعنى (οὐρά ذيل + ἀράχνη عنكبوت + οειδής يشبه)، ويشير إلى ذيل هذه الأفعى الذي يشبه العنكبوت، وتستخدم هذه الأفعى ذيلها لجذب الفريسة (عادة الطيور) للاقتراب، فتهجم عليها الأفعى وتقتلها عادةً.
إن هذا النوع من الأفاعي يعد فريداً من الناحية العلمية، فشكل نهاية الذيل (العنكبوت) هو غريب للغاية، ويبدو أنه تطور لتقليد العناكب الجمليّة، أو العناكب، أو العقارب أو الحرش (جمع حريش).
حيث يستخدم الذيل على أنه إغراء لجذب الفريسة، وعلى الأرجح تغتذي هذه الأفاعي على الطيور (التي تصطاد المفصليات) عادةً. لم تتح الفرصة لفحص سم هذا النوع من الأفاعي ولكن الأسلم (الأحسن) أن نفترض أنه سام وخطير جداً على البشر.

## المواطن
توجد هذه الأفعى في غرب إيران في جبال زاكروس وممتدة من منطقة قصر شيرين إلى الأحواز (خوزستان)، وفي محافظتي عيلام وكرمنشاه الإيرانيتين، ومن المرجح تواجد هذه الأفعى بمدى توزع أكبر في جبال زاكروس ليشمل العراق

## وصلات خارجية
- مدونة تشرح عن الأفعى القرناء العنكبوتية الذنب، إضغط على (Spider-tailed adders at Life is Short but Snakes are Long)
- فيديو لهذه الأفعى وهي تجتذب وتقتل طيراً، إضغط على ().